# 21306 Marani
21306 Marani è un asteroide della fascia principale. Scoperto nel 1996, presenta un'orbita caratterizzata da un semiasse maggiore pari a 2,7807893 UA e da un'eccentricità di 0,1474830, inclinata di 14,71396° rispetto all'eclittica.